# Điền kinh tại Đại hội Thể thao Đông Nam Á 1993
Điền kinh tại Đại hội Thể thao Đông Nam Á năm 1993 được tổ chức từ ngày 13 đến 17 tháng 6 năm 1993 tại Sân vận động Quốc gia Singapore thuộc Công viên Thể thao Kallang. Môn điền kinh bao gồm đa dạng nội dung như chạy cự ly ngắn (100 m, 200 m), trung bình (800 m, 1500 m), dài (5000 m, 10000 m), chạy vượt chướng ngại vật (110 m rào, 400 m rào), tiếp sức (4×100 m, 4×400 m), chạy bộ đường trường (marathon, đi bộ 10 km, 20 km), nhảy cao, nhảy sào, nhảy xa, nhảy ba bước, và các nội dung ném (tạ, đĩa, búa, lao), cùng môn 10 môn phối hợp (decathlon) ở nam và 7 môn phối hợp (heptathlon) ở nữ.
Đoàn thể thao Malaysia và Indonesia dẫn đầu môn điền kinh với số huy chương vàng lần lượt là 14 và 13.

## Bảng huy chương
| Hạng               | Đoàn               | Vàng | Bạc | Đồng | Tổng số |
| ------------------ | ------------------ | ---- | --- | ---- | ------- |
| 1                  | Malaysia (MAS)     | 14   | 6   | 7    | 27      |
| 2                  | Indonesia (INA)    | 13   | 11  | 7    | 31      |
| 3                  | Thái Lan (THA)     | 8    | 11  | 7    | 26      |
| 4                  | Philippines (PHI)  | 6    | 6   | 10   | 22      |
| 5                  | Myanmar (MYA)      | 2    | 7   | 2    | 11      |
| 6                  | Singapore (SIN)    | 1    | 3   | 8    | 12      |
| 7                  | Việt Nam (VIE)     | 0    | 0   | 3    | 3       |
| Tổng số (7 đơn vị) | Tổng số (7 đơn vị) | 44   | 44  | 44   | 132     |

## Tóm tắt kết quả

### Nam
| Nội dung                    | Vàng                                                                                       | Vàng        | Bạc                                                                                           | Bạc        | Đồng                                 | Đồng     |
| --------------------------- | ------------------------------------------------------------------------------------------ | ----------- | --------------------------------------------------------------------------------------------- | ---------- | ------------------------------------ | -------- |
| 100 m Gió: -0.9 m/s         | Mardi Lestari · Indonesia                                                                  | 10.46       | Khadik Juntasi · Indonesia                                                                    | 10.52      | Niti Piyapan · Thái Lan              | 10.56    |
| 200 m                       | Niti Piyapan · Thái Lan                                                                    | 20.93 GR    | Hamkah Afik · Singapore                                                                       | 21.34      | Ernawan Witarsa · Indonesia          | 21.44    |
| 400 m                       | Elieser Wattebosi · Indonesia                                                              | 46.37 NR    | Yutthana Thonglek · Thái Lan                                                                  | 46.68      | Mohd Yazid Parlan · Malaysia         | 47.50    |
| 800 m                       | Ramu Thangavelu · Malaysia                                                                 | 1:51.81     | Alexander Resmol · Indonesia                                                                  | 1:52.07    | Tun Win Thein · Myanmar              | 1:52.22  |
| 1500 m                      | Parluatan Siregar · Indonesia                                                              | 3:47.28 GR  | Shwe Aung · Myanmar                                                                           | 3:47.83    | Hector Begeo · Philippines           | 3:49.00  |
| 5000 m                      | Munusamy Ramachandran · Malaysia                                                           | 14:08.97 GR | Gopal Thein Win · Myanmar                                                                     | 14:20.93   | Subeno · Indonesia                   | 14:24.20 |
| 10000 m                     | Munusamy Ramachandran · Malaysia                                                           | 30:05.09 GR | Gopal Thein Win · Myanmar                                                                     | 30:08.56   | Osias Kamlase · Indonesia            | 30:21.12 |
| 110 m vượt rào              | Nur Herman Majid · Malaysia                                                                | 14.45       | Anekpol Mongkoldech · Thái Lan                                                                | 14.52      | Nguyễn Văn Lợi · Việt Nam            | 14.88    |
| 400 m vượt rào              | Chanon Keanchan · Thái Lan                                                                 | 50.54 GR    | Sakorn Tongtip · Thái Lan                                                                     | 51.24      | Herman Balagaize · Indonesia         | 51.57    |
| 3000 m vượt chướng ngại vật | Parluatan Siregar · Indonesia                                                              | 9:08.87     | Hector Begeo · Philippines                                                                    | 9:10.55    | Ramu Thangavelu · Malaysia           | 9:23.41  |
| 4 × 100 m tiếp sức          | Thái Lan (THA) · Niti Piyapan · Pongsak Watcharakup · Worasit Vechaphut · Kriengkrai Narom | 39.61       | Indonesia (INA) · Antonius · Khadik Juntasi · Mardi Lestari · Ernawan Witarsa                 | 39.63      | Singapore (SGP)                      | 40.35    |
| 4 × 400 m tiếp sức          | Thái Lan (THA) · Chanon Keanchan · Sakorn Tongtip · Yuthana Thonglek · Wirwat Poomipak     | 3:07.30     | Indonesia (INA) · Herman Balagaize · Don Bosko Maturani · Novi Persulessy · Elieser Wattebosi | 3:09.54 NR | Malaysia (MAS)                       | 3:10.19  |
| Marathon                    | Naek Sagala · Indonesia                                                                    | 2:24.37     | Indro Sowarno Wanidi · Indonesia                                                              | 2:28.20    | Jiratikarn Boonma · Thái Lan         | 2:30.50  |
| 10 km đi bộ                 | Tun Tin · Myanmar                                                                          | 47:01.8     | P. Ravindran · Malaysia                                                                       | 47:16.7    | Tan Kheik Tiong · Singapore          | 49:29.0  |
| 20 km đi bộ                 | P. Ravindran · Malaysia                                                                    | 1:38:36     | Tun Tin · Myanmar                                                                             | 1:41:46    | Ricky Khoo Ching Mong · Singapore    | 1:42:52  |
| Nhảy cao                    | Lou Cwee Peng · Malaysia                                                                   | 2.21 m      | Pornsak Playyod · Thái Lan                                                                    | 2.17       | Loo Kum Zee · Malaysia               | 2.13 m   |
| Nhảy sào                    | Edward Lasquete · Philippines                                                              | 4.85 m GR   | Emerson Obiena · Philippines                                                                  | 4.50 m     | Mok Hay Foo · Singapore              | 4.50 m   |
| Nhảy xa                     | Mohd Zaki Sadri · Malaysia                                                                 | 7.77 m GR   | Agus Riza Irawan · Indonesia                                                                  | 7.67 m     | Yuttapong Homehong · Thái Lan        | 7.31 m   |
| Nhảy ba bước                | Mohd Zaki Sadri · Malaysia                                                                 | 16.27 m     | Sidik Sahak · Malaysia                                                                        | 15.91 m    | Sangvorn Thaveechalermdit · Thái Lan | 15.71 m  |
| Đẩy tạ                      | Arjan Singh · Malaysia                                                                     | 15.72 m     | Bruce Ventura · Philippines                                                                   | 15.69 m    | Bancha Supanroj · Thái Lan           | 15.54 m  |
| Ném đĩa                     | James Wong Tuck Yim · Singapore                                                            | 49.02 m     | Adul Kerdsri · Thái Lan                                                                       | 46.60 m    | Fidel Repizo · Philippines           | 45.68 m  |
| Ném búa                     | Wong Tee Kue · Malaysia                                                                    | 58.50 m     | James Wong Tuck Yim · Singapore                                                               | 52.86 m    | Augustin Jarina, Jr. · Philippines   | 50.02 m  |
| Ném lao                     | Frederikus Mahuse · Indonesia                                                              | 72.50 m     | Mohd Yazid Imran · Malaysia                                                                   | 70.60 m    | Timotius Ndiken · Indonesia          | 70.14    |
| 10 môn phối hợp             | Julius Uwe · Indonesia                                                                     | 7013 pts NR | Timotius Ndiken · Indonesia                                                                   | 7009 pts   | Leonardo Obligado · Philippines      | 6195 pts |

### Nữ
| Nội dung                     | Vàng | Vàng       | Bạc                                                                                     | Bạc      | Đồng                                                                            | Đồng     |
| ---------------------------- | --- | ---------- | --------------------------------------------------------------------------------------- | -------- | ------------------------------------------------------------------------------- | -------- |
| 100 m Gió: -0.6 m/s          | Lydia de Vega · Philippines                                                                               | 11.60      | Shanti Govindasamy · Malaysia                                                           | 11.75    | Rhoda Sinoro · Philippines                                                      | 12.14    |
| 200 m                        | Lydia de Vega · Philippines                                                                               | 23.37 GR   | Shanti Govindasamy · Malaysia                                                           | 23.56    | Dokjun Dokduang · Thái Lan                                                      | 24.06    |
| 400 m                        | Noodang Pimpol · Thái Lan                                                                                 | 52.60      | Rabia Abdul Salam · Malaysia                                                            | 52.73    | Saleerat Srimek · Thái Lan                                                      | 54.47    |
| 800 m                        | Esther Sumah Suwadi · Indonesia                                                                           | 2:06.11    | Sukanya Sang-Nguen · Thái Lan                                                           | 2:08.21  | Marietta Tabangan · Philippines                                                 | 2:08.72  |
| 1500 m                       | Marietta Tabangan · Philippines                                                                           | 4:29.69    | Esther Sumah Suwadi · Indonesia                                                         | 4:32.09  | Palaniappan Jayanthi · Malaysia                                                 | 4:32.46  |
| 3000 m                       | Palaniappan Jayanthi · Malaysia                                                                           | 9:27.62    | Pa Pa · Myanmar                                                                         | 9:47.62  | Suryati Marija · Indonesia                                                      | 9:51.43  |
| 10000 m                      | Palaniappan Jayanthi · Malaysia                                                                           | 35:37.21   | Pa Pa · Myanmar                                                                         | 37:28.74 | Toh Soh Liang · Singapore                                                       | 38:41.56 |
| Marathon                     | Suryati Marija · Indonesia                                                                                | 2:50:58    | Toh Soh Liang · Singapore                                                               | 2:58:02  | Maria Lawalata · Indonesia                                                      | 3:04:37  |
| 100 m vượt rào Gió: +0.6 m/s | Martini Kustiah · Indonesia                                                                               | 13.93      | Elma Muros · Philippines                                                                | 14.00    | Vũ Bích Hường · Việt Nam                                                        | 14.13    |
| 400 m vượt rào               | Elma Muros · Philippines                                                                                  | 58.65      | Saleerat Srimek · Thái Lan                                                              | 1:01.41  | Nene Pellosis · Philippines                                                     | 1:01.53  |
| 4 × 100 m tiếp sức           | Thái Lan (THA) · Naparat Suajongprue · Ratjai Siripet · Dokjun Dokduang · Savitree Srichure               | 44.65 GR   | Philippines (PHI) · Elena Ganosa · Lydia de Vega · Elma Muros · Rhoda Sinoro            | 45.50    | Malaysia (MAS)                                                                  | 45.70    |
| 4 × 400 m tiếp sức           | Malaysia (MAS) · Shanti Ramachandran · Josephine Mary Singarayar · Shanti Govindasamy · Rabia Abdul Salam | 3:35.83    | Thái Lan (THA) · Srirat Chimrak · Sukanya Sang-Nguen · Saleerat Srimek · Noodang Pimpol | 3:36.48  | Philippines (PHI) · Elma Muros · Nene Pellosis · Perla Balatucan · Elena Ganosa | 3:53.35  |
| 5 km đi bộ                   | Hasiati Lawole · Indonesia                                                                                | 26:12.94   | Kyin Lwan · Myanmar                                                                     | 26:29.87 | Helen Low · Singapore                                                           | 26:32.89 |
| 10 km đi bộ                  | Cheng Tong Lean · Malaysia                                                                                | 52:59      | Hasiati Lawole · Indonesia                                                              | 53:31    | Helen Low · Singapore                                                           | 54:20    |
| Nhảy cao                     | Jaruwan Jenjudkarn · Thái Lan                                                                             | 1.80 m     | Rassamee Taemsri · Thái Lan                                                             | 1.80 m   | Vũ Mỹ Hạnh · Việt Nam                                                           | 1.76 m   |
| Nhảy xa                      | Elma Muros · Philippines                                                                                  | 6.44 m     | Rabbaiya · Indonesia                                                                    | 6.22 m   | Nor Aishah Ismail · Malaysia                                                    | 5.93 m   |
| Đẩy tạ                       | Sunisa Yooyao · Thái Lan                                                                                  | 14.42 m    | Junitha Sandra Paomey · Indonesia                                                       | 13.62 m  | Aye Aye Nwe · Myanmar                                                           | 13.40 m  |
| Ném đĩa                      | Aye Aye Nwe · Myanmar                                                                                     | 49.92 m GR | Sunisa Yooyao · Thái Lan                                                                | 46.62 m  | Dorie Cortejo · Philippines                                                     | 42.30 m  |
| Ném lao                      | Taty Ratnaningsih · Indonesia                                                                             | 46.14 m    | Sukon Piromkhory · Thái Lan                                                             | 44.84 m  | Erlinda Lavandia · Philippines                                                  | 44.00 m  |
| 7 môn phối hợp               | Rumini · Indonesia                                                                                        | 5204 pts   | Elma Muros · Philippines                                                                | 5132 pts | Yu Long Nyu · Singapore                                                         | 5116 pts |